# Mururoa
Mururoa (eigentlich Moruroa; in der Landessprache in etwa: „großes Geheimnis“) ist ein unbewohntes Atoll im Südpazifik, das seit 1966 als Kernwaffentestgelände Frankreichs bekannt wurde. Es besteht aus 148 km² Lagune und 15 km² Landfläche.

## Lage

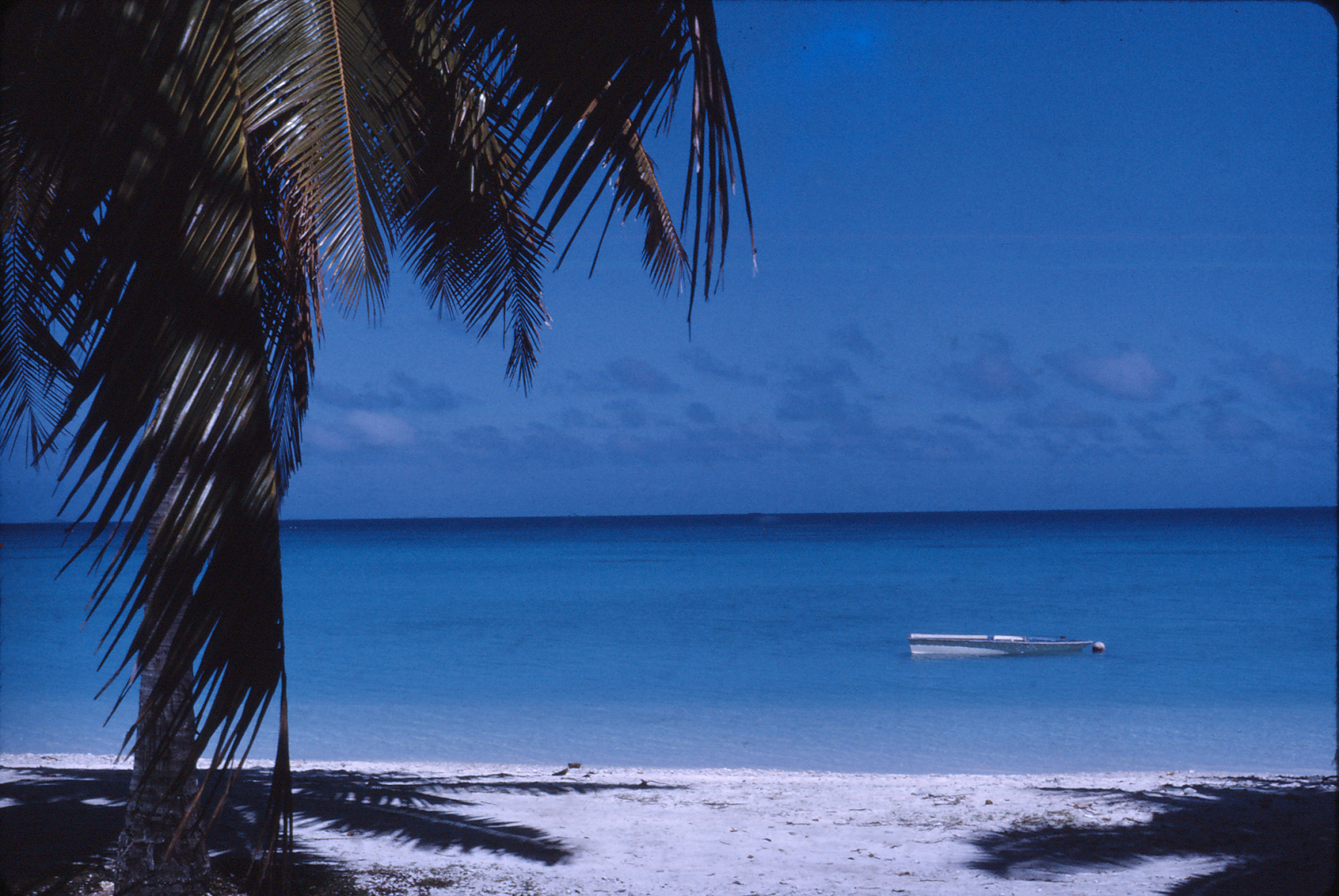
Die Lagune von Mururoa, 1972

Mururoa befindet sich im Südosten des Tuamotu-Archipels, der zu Französisch-Polynesien gehört. Mururoa gehört zur Gemeinde Tureia. Das Atoll wurde 1767 von Philipp Carteret von der HMS Swallow für Europa entdeckt.

## Atomtests
Von 1966 bis 1996 wurden auf Mururoa insgesamt 188 Atombomben gezündet, davon 41 in der Erdatmosphäre und 147 unterirdisch. Der erste oberirdische Kernwaffentest fand am 2. Juli 1966 unter dem Codenamen „Aldébaran“ statt.

Am 7. September 1995 führte eine weitere, ungeachtet internationaler Proteste gestartete Testserie Frankreichs zu schweren Unruhen auf Tahiti. Nach weltweiten Protesten werden die Explosionen inzwischen am Computer simuliert. Im Jahr 2000 zogen die Franzosen von dem Atoll ab. Bis heute ist Mururoa ein Sperrgebiet. In rund 140 Bohrschächten lagern große Mengen radioaktiven Abfalls.
2020 veröffentlichte das französische Nationalinstitut für Gesundheit und medizinische Forschung (Institut national de la santé et de la recherche médicale, INSERM) eine Studie bezüglich langfristiger gesundheitlicher Auswirkungen der Atomtests: Die Studie konnte abschließend keine signifikanten Auswirkungen auf die Gesundheit der örtlichen Bevölkerung feststellen, gab aber zu bedenken, dass aufgrund mehrerer Faktoren (so etwa mangelndes Wissen über den durchschnittlichen Gesundheitszustand der Einwohner, besonders hinsichtlich chronischer Erkrankungen wie Krebs, oder Unklarheit über die Stärke der Strahlungsexposition besonders bei geringeren Strahlendosen) nach dem derzeitigen Wissensstand kein repräsentatives Ergebnis zu erzielen sei.